# Olympiska vinterspelen 1968
Olympiska vinterspelen 1968, de tionde (X) olympiska vinterspelen, arrangerades i
Grenoble, Frankrike. Spelen åsågs på plats av cirka 337 000 åskådare.

## Tävlingarna
Samtliga tre guldmedaljer i de alpina grenarna erövrades av Frankrikes Jean-Claude Killy. Detta skedde sedan en av den olympiska historiens värsta konflikter gått av stapeln. Killys främste konkurrent Österrikes Karl Schranz hävdade att en mystisk man i svart promenerat ut framför honom i det ena slalomåket och tvingat honom att sladda för att bromsa in. Efter protest fick han åka om och fick en bättre sluttid än Killy. En skiljenämnd förklarade Schranz’ åk ogiltigt varigenom guldet gick till Killy.
Toini Gustafsson tog de båda individuella gulden i damernas nordiska skidgrenar och var dessutom delaktig i det svenska stafettsilvret.
Paråkarna Ljudmila Belousova och Oleg Protopopov, Sovjetunionen försvarade sitt guld från förra OS.
Marielle Goitschel, Frankrike tog ett andra guld, denna gång i slalom efter att fyra år tidigare erövrat guldet i storslalom.
Föraren i de två italienska bobsleighlagen Eugenio Monti erövrade två guld.
De tre östtyska rodeldamerna som slutade etta (Ortrun Enderlein), tvåa (Anna-Maria Müller) och fyra (Angela Knösel, senare Angela Höhler-Knösel) diskvalificerades sedan det framkommit att de värmt medarna på sina rodlar.
"Norgevisan" som framfördes i Mosebacke monarki syftar på dessa olympiska spel, då det gick så mycket bättre för Norge än för Sverige.

## Sporter
| - Alpin skidåkning - Backhoppning - Bob - Hastighetsåkning på skridskor - Ishockey |  | - Konståkning - Längdskidåkning - Nordisk kombination - Rodel - Skidskytte |

## Medaljfördelning
För hela tabellen: Medaljfördelning vid olympiska vinterspelen 1968
      Värdnation (Frankrike)
| Pl. | Nation        | Guld | Silver | Brons | Totalt |
| --- | ------------- | ---- | ------ | ----- | ------ |
| 1   | Norge         | 6    | 6      | 2     | 14     |
| 2   | Sovjetunionen | 5    | 5      | 3     | 13     |
| 3   | Frankrike     | 4    | 3      | 2     | 9      |
| 4   | Italien       | 4    | 0      | 0     | 4      |
| 5   | Österrike     | 3    | 4      | 4     | 11     |
| 6   | Nederländerna | 3    | 3      | 3     | 9      |
| 7   | Sverige       | 3    | 2      | 3     | 8      |
| 8   | Västtyskland  | 2    | 2      | 3     | 7      |
| 9   | USA           | 1    | 5      | 1     | 7      |
| 10  | Östtyskland   | 1    | 2      | 2     | 5      |
| 10  | Finland       | 1    | 2      | 2     | 5      |

Se även: Vinnare av medaljer i olympiska vinterspelen 1968

## Deltagande nationer
| - Argentina (3) - Australien (5) - Bulgarien (6) - Chile (4) - Danmark (3) - Finland (52) - Frankrike (75) (Värdnation) - Grekland - Iran (4) - Indien (1) | - Island (4) - Italien (52) - Japan (61) - Jugoslavien (30) - Kanada (70) - Libanon (3) - Liechtenstein (9) - Marocko (5) - Mongoliet (1) - Nederländerna (9) | - Norge (65) - Nya Zeeland (6) - Polen (31) - Rumänien (30) - Schweiz (34) - Spanien (19) - Storbritannien (38) - Sydkorea (8) - Sverige (68) - Tjeckoslovakien (48) - Turkiet (11) - Ungern (10) - USA (95) - Västtyskland (87) - Österrike (76) - Östtyskland (53) |